# Arcturus asper
Arcturus asper är en kräftdjursart som beskrevs av Oleg Grigor'evich Kussakin 1972. Arcturus asper ingår i släktet Arcturus och familjen Arcturidae. Inga underarter finns listade i Catalogue of Life.